# Veeniacythereis
Veeniacythereis is een geslacht van uitgestorven kreeftachtigen uit de klasse van de Ostracoda (mosselkreeftjes).

## Soorten
- Veeniacythereis acuticostata (Triebel, 1940) Neale, 1978 †
- Veeniacythereis begudensis (Babinot, 1971) Gruendel, 1973 †
- Veeniacythereis blanda (Kaye, 1963) Gruendel, 1973 †
- Veeniacythereis ghabounensis (Bischoff, 1963) Rosenfeld & Raab, 1984 †
- Veeniacythereis imparia (Gruendel, 1968) Gruendel, 1973 †
- Veeniacythereis kenaanensis (Rosenfeld, 1974) Reyment, 1982 †
- Veeniacythereis maghrebensis (Bassoullet & Damotte, 1969) Gruendel, 1973 †
- Veeniacythereis religata (Damotte, 1971) Babinot, Colin & Damotte, 1985 †
- Veeniacythereis sinuosa Rosenfeld & Raab, 1984 †
- Veeniacythereis subrectangulata Majoran, 1988 †
- Veeniacythereis tenyetensis (Damotte & Saint-Marc, 1972) Honigstein, 1984 †
- Veeniacythereis xixunensis (Mendez & Swain, 1984) Reyment, 1984 †